# Демократична Республіка Ємен
Демократична Республіка Ємен (араб. جمهورية اليمن الديمقراطية Jumhūriyyat al-Yaman ad-Dīmuqrāṭiyyah) — держава на півдні Ємену, була утворена 21 травня 1994. Нова держава не отримала міжнародного визнання, попри підтримку Саудівською Аравією. Лідерами ДРЄ були колишні керівники Народно Демократичної Республіки Ємен, діячів Єменської соціалістичної партії, такі, як Аль-Бейд і Аттас, а також Абдалла аль-Аснадж. Весь час незалежності тривала громадянська війна між військами ДРЄ та Північним Єменом (21 травня 1994 — 7 липня 1994).

## Історія

### Початок Громадянської війни у Ємені
Незабаром після возз'єднання країни почалися тертя між правлячими партіями — марксистською Єменською соціалістичною партіїєю, що правила раніше в НДРЄ, та ЗНК, котра керувала у ЄАР.
На початок 1994 року проблеми досягли точки кипіння. Підрозділи армій НДРЄ та ЄАР так і не були до кінця інтегровані, існували самі по собі, до початку конфлікту армія НДРЄ налічувала близько 40 тис. вояків, армія ЄАР близько 20 тис.. У квітні 1994 конфлікт почався зі сутичок між окремими підрозділами цих армій. 27 квітня почались великомасштабні військові дії. Початком стала танкова битва у Амрані, що за 60 км на північ від Сани. У битві брало участь близько 200 танків; 85 шт. було пошкоджено, близько 400 вояків було вбито.
Вночі 4 травня авіація півдня атакувала Сану, Таїз і Ходейду. 5 травня армія ЄАР провела свій авіаудар, було пошкоджено ЗПС в Адені. У прикордонних районах почалися бої. США і Франція почали евакуацію іноземних громадян.

### Сецесія
21 травня 1994 року була проголошена Демократична республіка Ємен, на території колишньої НДРЄ, в керівні органи якої вербували всі можливі політичні групи.

### Міжнародна реакція
У Раді Безпеки ООН питання по Ємену обговорювалося 1 червня 1994 року, хоча єменські представники і обурювалися втручанням у внутрішні справи країни. За підсумками обговорення одноголосно прийнята резолюція 924 із закликом припинити вогонь і направити комісію для розлогішого дослідження питання. Оформляв проект резолюції саудівський дипломат принц Бандар бін Султан, у ній не було ніяких вказівок на збереження єдності Ємену. Після того Саудівська Аравія підтримала ДРЄ на засіданні МЗС країн Перської затоки. Було прийнято резюме, де де-факто визнавалося ДРЄ і було засуджено північ за конфлікт. Ірак і Судан начебто допомагали півночі, але вголос факт цей заперечували.
Однак, проти очікувань ДРЄ, акт сецесії не був міжнародно визнаний ніким, крім Сомалі, і навіть Саудівська Аравія відступилася від підтримки нової держави, в чому вбачають значний вплив США, не зацікавлених у дестабілізації регіону поруч з основними нафтовими шляхами.

### Закінчення Громадянської війни
До початку червня 1994 сили півночі підійшли до Адена, обстрілюючи місто артилерією та авіацією. 6 червня було укладено угоду про припинення вогню, але перемовини затягнулися, оскільки південь наполягали на статусі рівноправних держав і негайному введенні миротворчого контингенту з розміщенням його вздовж колишнього державного кордону. Армія півночі увійшла 4 липня 1994 у північні передмістя Адена. 7 липня 1994 року було захоплено усе місто, при цьому дійшло до рукопашних сутичок. Аден піддався жорстокому розграбуванню. Громадянська війна таким чином фактично закінчилася.
Алі Салем аль-Бейд і тисячі його прихильників перебралися в Оман та Саудівську Аравію, та пообіцяли продовження боротьби. Проте спроба організувати в Саудівській Аравії збройну опозицію не дала істотного результату.
По закінченні бойових дій президент Алі Абдалла Салех оголосив загальну амністію, яка поширювалася на всіх учасників конфлікту, за винятком групи з 16 осіб, щодо яких на початку травня був виданий указ про арешт за державну зраду. Уряд підготував судові позови відносно чотирьох лідерів півдня — Алі Салема аль-Бейди, Хейдара Абу Бакра аль-Аттасу, Абд ар-Рахмана Алі аль-Джіфрі і Салеха Мунассара аль-Сійя, звинувачених у незаконному привласненні державних коштів. Решті у цьому списку неофіційно було запропоновано повернутися, щоб скористатися амністією, але більшість залишилися за межами країни.
У вересні 1994 були прийняті поправки до конституції, скасованої президентською радою. 1 жовтня 1994 президент Алі Абдалла Салех був переобраний парламентом на 5-річний термін. Ним була призначена Рада міністрів та сформовано коаліційний уряд.

#### Втрати та збитки
Адміністрація у Сані відзвітувала, що у військових діях було 931 осіб убито, 5000 поранено, загальний збиток склав $ 8 млрд, але щодо втрат існують розбіжності. За іншими даними ході боїв загинули 7 тис. осіб та 16 тис. були поранені.